# ترايلوفوسوشس
ترايلوفوسوشس (الاسم العلمي: Trilophosuchus rackhami) هو جنس منقرض من رتبة التمساحيات، عاش في بداية العصر الميوسيني في شمال أستراليا حيث عثر على أحافيره في ولاية كوينزلاند ، كان تمساحًا صغير الحجم يبلغ طوله 1,5 متر (4.9 قدم)، وله رأس قصير وعينان كبيرتان مع وجود 3 خطوط تمتد على طول جسمه من الرأس وحتى الذيل.
على عكس أنواع التماسيح الموجودة اليوم، يفترض الباحثون أنه كان تمساح بري يعيش على اليابسة فقط، وكان لديه القدرة على رفع رأسه فوق مستوى الجسم مثل السحالي.